# درونيدارون
درونيدارون (بالإنجليزية: Dronedarone)‏ ، هو دواء من شركة سانوفي، يستخدم لعلاج عدم انتظام ضربات القلب، الرجفان الأذيني والرفرفة الأذينية أو الذين خضعوا للعلاج الدوائي أو العلاج بالصدمة الكهربائية. 

## التجارب
أعلنت التجارب أن الدرونيدارون لديه القدرة على تقليل الرجفان الأذيني، وتقليل الوفيات بشكل عام، وتأثيراته الضارة، بما في ذلك الوفيات الزائدة،   درونيدارون هو دواء مضاد لاضطراب النظم من الدرجة الثالثة خالي من اليود ويساعد المرضى على العودة إلى إيقاع الجيوب الأنفية الطبيعي.